# Жовтець платанолистий
Жовтець платанолистий (Ranunculus platanifolius) — вид квіткових рослин з родини жовтецевих (Ranunculaceae).

## Біоморфологічна характеристика
Це багаторічна трав'яниста рослина (20)50–130 см заввишки, з коротким кореневищем. Стебла прямовисні, порожнисті, як правило, міцні, гіллясті. Прикореневі та нижні стеблові листки 3 чи 5 чи 7-роздільні, частки їх 3-надрізані. Квітки численні, 10–30(34) мм у діаметрі. Пелюстки яйцеподібні, білуваті чи навіть рожеві. Сім'янки асиметрично округлі, трохи стиснуті, 3.7–4.3 × 3–3.8 мм; поверхня блискуча, від жовто-зеленої до оранжево-коричневої. 2n=16.

## Поширення
Росте у Європі (Албанія, Австрія, Ліхтенштейн, Бельгія, Люксембург, Болгарія, Чехія, Словаччина, Франція, Німеччина, Греція, Італія, Норвегія, Польща, Румунія, Іспанія, Андорра, Швеція, Швейцарія, Україна, Боснія й Герцеговина, Чорногорія, Хорватія, Македонія, Сербія, Словенія).
В Україні вид росте у лісах, на полонинах — у Карпатах.